# My Excellence
My Excellence ist eine österreichische Crossoverband aus Wien mit Einflüssen aus Pop und Klassischer Musik.

## Bandgeschichte
Bekannt wurde sie durch die Veröffentlichung der ersten Single For God’s Sake, die Anfang November 2008 in die Ö3 Austria Top 40 einstieg. Die Gruppe steht bei Universal Music/Island Records unter Vertrag. Am 1. Mai 2009 erschien ihr Album Pomp’s Not Dead. Bislang war die Gruppe durch Airplay auf mehreren deutschen und österreichischen Radiostationen und Konzertauftritte bekannt. Außerdem war sie Vorband der Stark-Tournee der Band Ich + Ich in vielen deutschen Städten.
Der neue Song Come On ist der Titelsong zur weltweiten UNO-Kampagne Seal the Deal. Die Kampagne soll gegen den Klimawandel mobilisieren und die Regierungen zur Besiegelung eines Vertrages gegen den Klimawandel bewegen.
Die drei Band-Mitglieder Richard Ulmer, Christoph Kolasinski und Michael Pint standen vor My Excellence bereits gemeinsam auf der Bühne. Die damalige Band Urban Ego gründete Richard 1997. Nach Veröffentlichung von vier Singles und einem Album löste sich Urban Ego 2005 auf. Ein Jahr später startete der Großteil der Band als My Excellence neu durch.

## Diskografie

### Alben
- Pomp’s Not Dead (2009)

### Singles
- For God’s Sake (2008)
- The End of Days (2009)
- Sorry (2009)
- Rain On Me (2012)
- Stars (feat. Bao Han) (2014)